# Phlyctenosis mirabilis
Phlyctenosis mirabilis là một loài bọ cánh cứng trong họ Cerambycidae.